# Associazione Calcio Venezia 1990-1991
Questa pagina raccoglie le informazioni riguardanti l'Associazione Calcio Venezia nelle competizioni ufficiali della stagione 1990-1991.

## Rosa
| N. |                   | Ruolo | Calciatore           |
| -- | ----------------- | ----- | -------------------- |
|    | Italia (bandiera) | C     | Pietro Armenise      |
|    | Italia (bandiera) | D     | Alessandro Bertoni   |
|    | Italia (bandiera) | P     | Pierantonio Bosaglia |
|    | Italia (bandiera) | A     | Massimo Castelli     |
|    | Italia (bandiera) | C     | Stefano Civeriati    |
|    | Italia (bandiera) | D     | Giovanni Fasce       |
|    | Italia (bandiera) | D     | Giancarlo Filippini  |
|    | Italia (bandiera) | A     | Flavio Fiorio        |
|    | Italia (bandiera) | D     | Francesco Frascella  |

| N. |                   | Ruolo | Calciatore         |
| -- | ----------------- | ----- | ------------------ |
|    | Italia (bandiera) | C     | Renzo Gobbo        |
|    | Italia (bandiera) | D     | Maurizio Lizzani   |
|    | Italia (bandiera) | D     | Paolo Mastrantonio |
|    | Italia (bandiera) | C     | Fabrizio Perrotti  |
|    | Italia (bandiera) | D     | Andrea Poggi       |
|    | Italia (bandiera) | A     | Paolo Poggi        |
|    | Italia (bandiera) | A     | Marco Rossi        |
|    | Italia (bandiera) | C     | Roberto Rossi      |
|    | Italia (bandiera) | A     | Diego Zanin        |

## Risultati

### Campionato

#### Girone di andata
| 16 settembre 1990 1ª giornata | Venezia | 2 – 1 | Spezia |  |

| 23 settembre 1990 2ª giornata | Pro Sesto | 1 – 3 | Venezia |  |

| 30 settembre 1990 3ª giornata | Venezia | 1 – 0 | Baracca Lugo |  |

| 7 ottobre 1990 4ª giornata | Vicenza | 1 – 1 | Venezia |  |

| 14 ottobre 1990 5ª giornata | Chievo | 1 – 1 | Venezia |  |

| 21 ottobre 1990 6ª giornata | Venezia | 1 – 0 | Carpi |  |

| 4 novembre 1990 7ª giornata | Como | 0 – 1 | Venezia |  |

| 11 novembre 1990 8ª giornata | Venezia | 0 – 1 | Piacenza |  |

| 18 novembre 1990 9ª giornata | Trento | 2 – 2 | Venezia |  |

| 25 novembre 1990 10ª giornata | Venezia | 0 – 1 | Varese |  |

| 2 dicembre 1990 11ª giornata | Empoli | 1 – 0 | Venezia |  |

| 9 dicembre 1990 12ª giornata | Venezia | 1 – 1 | Fano |  |

| 16 dicembre 1990 13ª giornata | Monza | 1 – 1 | Venezia |  |

| 30 dicembre 1990 14ª giornata | Venezia | 1 – 0 | Mantova |  |

| 6 gennaio 1991 15ª giornata | Carrarese | 0 – 2 | Venezia |  |

| 13 gennaio 1991 16ª giornata | Venezia | 3 – 1 | Pavia |  |

| 20 gennaio 1991 17ª giornata | Casale | 0 – 0 | Venezia |  |

#### Girone di ritorno
| 3 febbraio 1991 18ª giornata | Spezia | 0 – 0 | Venezia |  |

| 10 febbraio 1991 19ª giornata | Venezia | 3 – 0 | Pro Sesto |  |

| 17 febbraio 1991 20ª giornata | Baracca Lugo | 1 – 1 | Venezia |  |

| 24 febbraio 1991 21ª giornata | Venezia | 1 – 0 | Vicenza |  |

| 3 marzo 1991 22ª giornata | Venezia | 0 – 0 | Chievo |  |

| 17 marzo 1991 23ª giornata | Carpi | 1 – 1 | Venezia |  |

| 24 marzo 1991 24ª giornata | Venezia | 0 – 1 | Como |  |

| 30 marzo 1991 25ª giornata | Piacenza | 0 – 0 | Venezia |  |

| 7 aprile 1991 26ª giornata | Venezia | 3 – 2 | Trento |  |

| 14 aprile 1991 27ª giornata | Varese | 1 – 1 | Venezia |  |

| 28 aprile 1991 28ª giornata | Venezia | 2 – 0 | Empoli |  |

| 5 maggio 1991 29ª giornata | Fano | 1 – 0 | Venezia |  |

| 12 maggio 1991 30ª giornata | Venezia | 1 – 0 | Monza |  |

| 19 maggio 1991 31ª giornata | Mantova | 1 – 1 | Venezia |  |

| 26 maggio 1991 32ª giornata | Venezia | 0 – 0 | Carrarese |  |

| 2 giugno 1991 33ª giornata | Pavia | 1 – 2 | Venezia |  |

| 9 giugno 1991 34ª giornata | Venezia | 1 – 0 | Casale |  |